# (1288) Santa
(1288) Santa est un astéroïde de la ceinture principale découvert le 26 août 1933 par l'astronome belge Eugène Joseph Delporte.

## Historique
Le lieu de découverte, par l'astronome belge Eugène Joseph Delporte, est Uccle.
Sa désignation provisoire, lors de sa découverte le 26 août 1933, était 1933 QM.